# Прудцевский сельсовет
Прудцевский сельсовет — упразднённая административно-территориальная единица, существовавшая на территории Московской губернии и Московской области до 1939 года.
Прудцевский сельсовет был образован в первые годы советской власти. По данным 1918 года он входил в состав Дмитровской волости Дмитровского уезда Московской губернии.
В 1923 году к Прудцевскому с/с был присоединён Теряевский с/с.
По данным 1926 года в состав сельсовета входили деревни Прудцы и Теряево, а также Вельско-Чугуновская лесная сторожка.
В 1929 году Прудцевский с/с был отнесён к Дмитровскому району Московского округа Московской области.
17 июля 1939 Прудцевский с/с был упразднён. При этом его территория (селения Прудцы и Теряево) была передана Пересветовскому с/с.